# Classe España
La Classe España est une série de trois cuirassés construits pour la marine espagnole entre 1909 et 1921 : España (en), Alfonso XIII et Jaime I (en).
Ces navires furent construits avec l'aide de la Grande-Bretagne. Leur production, en particulier celle du troisième, le Jaime I, fut retardée par une pénurie de matériaux fournis par le Royaume-Uni durant la Première Guerre mondiale. Par exemple, le Jaime I était quasiment fini en 1915, mais ses canons ne furent pas livrés avant 1919. La classe España est à la fois la plus petite classe de dreadnought qui ait existé et la seule construite en Espagne. Le déplacement réduit de ces navires est dû aux contraintes imposées par la faiblesse de l'économie espagnole et l'infrastructure navale limitée existante en Espagne. Afin de pouvoir installer un armement principal de 8 canons de 12 pouces (304,8 mm), un compromis dut être fait sur le blindage et la vitesse.
L'España représenta l'Espagne durant la cérémonie d'ouverture du canal de Panama en 1914 et conduisit des exercices avec l'Alfonso XIII après son entrée en service la même année. Les deux navires furent envoyés en mission en Amérique du Nord et du Sud entre 1920 et 1921, l'España fut endommagé en s'échouant accidentellement sur la côte chilienne. Les deux navires apportèrent un support d'artillerie aux forces terrestres lors de la guerre du Rif qui commença mi-1921 et le Jaime I le rejoignit plus tard après sa mise en service. En 1923, l'España s'échoua sur le cap des Trois Fourches en bombardant les positions du Rif. Il n'a pas pu être déséchoué avant qu'une tempête ne le détruise en novembre 1924. Certains de ses canons furent récupérés et utilisés en tant qu'artillerie côtière. Les deux navires survivants soutinrent le débarquement d'Al Hoceïma où l'Alfonso XIII servit de navire amiral.
Après la déposition du roi Alphonse XIII et la proclamation de la Seconde République en 1931, l'Alfonso XIII fut renommé España et placé en réserve avec le Jaime I. Le Jaime I fut remis en service en tant que vaisseau amiral en 1933. Des plans de modernisation de la classe furent interrompus par la guerre civile. L'España fut saisi par les Nationalistes au début du conflit alors que le gouvernement républicain garda le Jaime I. L'España servit à imposer le blocus maritime sur les ports du nord de l'Espagne contrôlés par les Républicains. Le Jaime I fut brièvement déployé par les Républicains pour contester ce blocus mais aucun des deux camps n’engagea le combat. L'España fut coulé après avoir percuté une mine marine en avril 1937; la quasi-totalité de l'équipage survécut au naufrage. Le Jaime I fut attaqué par des bombardiers allemands et italiens avant d'être détruit par une explosion accidentelle en juin 1937; ses canons furent récupérés et servirent de batteries côtières.

## Contexte

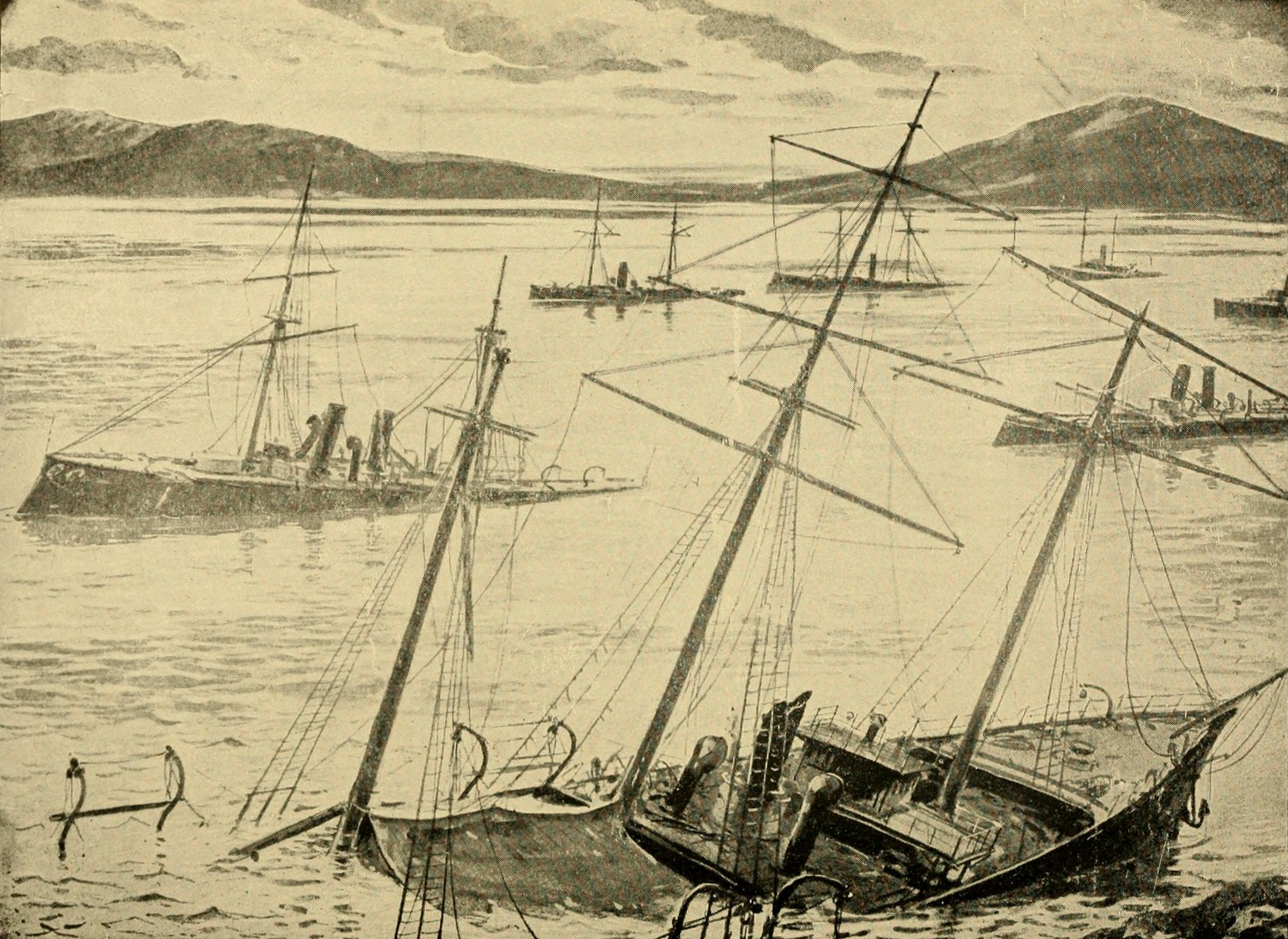
Dessin de l'escadron espagnol détruit après la bataille de la baie de Manille.

L'opinion publique accusa la marine d'être responsable du désastre de la guerre hispano-américaine de 1898 mais reconnut la nécessité de la reconstruire et de la moderniser. Le premier plan de reconstruction de 1903 prévoyait une flotte centrée sur sept cuirassés de 15 000 t et trois croiseurs de 10 000 t mais s'avéra trop ambitieux pour la faible économie espagnole et le parlement trop instable ne put le voter. Un autre plan proposa en 1905 une flotte de huit cuirassés de 14 000 t, quelques torpilleurs et sous-marins. Ce plan fut aussi abandonné à cause de la faiblesse du gouvernement et du manque de soutien de la part de la population. La situation internationale, en particulier les conflits avec l'Allemagne durant la crise de Tanger, apporta le soutien de l'opinion publique nécessaire au gouvernement pour lancer un grand projet de construction navale.
En avril 1904, la France et le Royaume-Uni signent la deuxième Entente cordiale, mettant de côté les anciennes rivalités pour s'opposer à l’expansionnisme allemand. Cet accord réglait la question du Maroc et plaçait Tanger sous contrôle franco-britannico-espagnol, rapprochant l'Espagne de la France et du Royaume-Uni, menant à un échange de notes (es) entre les trois gouvernements en mai 1907. À ce moment là, un cabinet plus fort mené par Antonio Maura était arrivé au pouvoir. Les notes créèrent un accord informel pour contenir la Triplice : la majeure partie de la Royal Navy se concentrerait sur la mer du Nord pendant que l'Espagne assisterait la Marine Française contre les forces combinées de la Regia Marina et de la Marine austro-hongroise. La France et le Royaume-Uni devaient également apporter une assistance technique pour le développement et la construction de nouveaux navires pour la Marine espagnole. Le plan de 1907 proposait la construction de trois cuirassés, plusieurs contre-torpilleurs, torpilleurs et autres vaisseaux. Le plan prévoyait huit ans de construction. Des débats sur le plan furent menés dans le Cortes Generales jusqu'au vote final le 2 décembre et le plan fut définitivement signé le 7 janvier 1908,.

## Développement

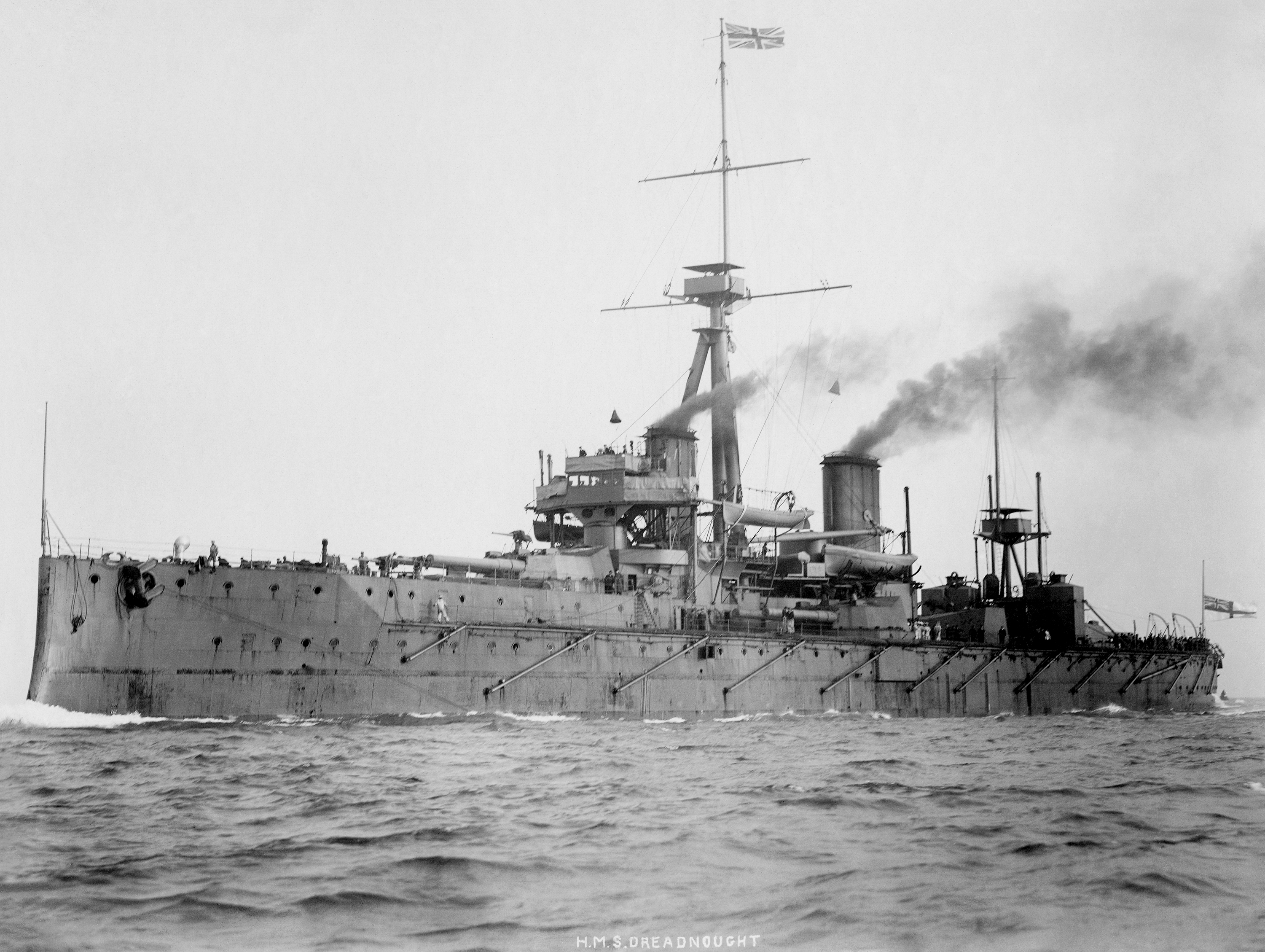
Le qui affecta significativement le développement de la classe España.

Le développement des nouveaux designs avait commencé avant même que le projet n'ait été approuvé par le parlement. Le plan initial prévoyait que les trois navires déplacent 12 000 t et aient un armement de quatre canons de 12 pouces (304,8 mm) et au moins douze canons de 6 pouces (152,4 mm) d'une façon similaire aux pré-dreadnought britanniques de cette période.
Le lancement du HMS Dreadnought à la fin de l'année 1906 incita le ministre de la marine, le commodore José Ferrándiz y Niño (es), a demander au Junta Técnica de la Armada (Bureau Technique de la Marine) de revoir ses plans pour s'adapter au nouveau type de cuirassé en mars 1907.
Le but principal de ces navires pour la marine était de protéger les bases navales à Ferrol, Cadix et Carthagène, ils n'auraient donc pas besoin d'une grande portée d'opérations. La faible économie espagnole et la capacité de production étaient une seconde raison. L'Espagne étant en incapacité économique de construire des chantiers navals plus grands, les navires devraient être construits dans les chantiers navals préexistants. La marine commença à discuter ses designs avec Armstrong Whitworth et Vickers en 1907. Le 5 septembre 1907, Vickers présenta le design pour un cuirassé de 15 000 t armé de huit canons de 12 pouces. Ce design servit de base pour un concours de designs lancé le 21 avril 1908. Plutôt que de simplement commander les navires à des constructeurs étrangers, le gouvernement demanda à chacun des concurrents de prévoir de prendre le contrôle du chantier naval espagnol qui allait les construire et de le moderniser. Même si cela impliquait des coûts plus élevés, le gouvernement décida que l'amélioration de l'industrie nationale deviendrait un but important du programme.

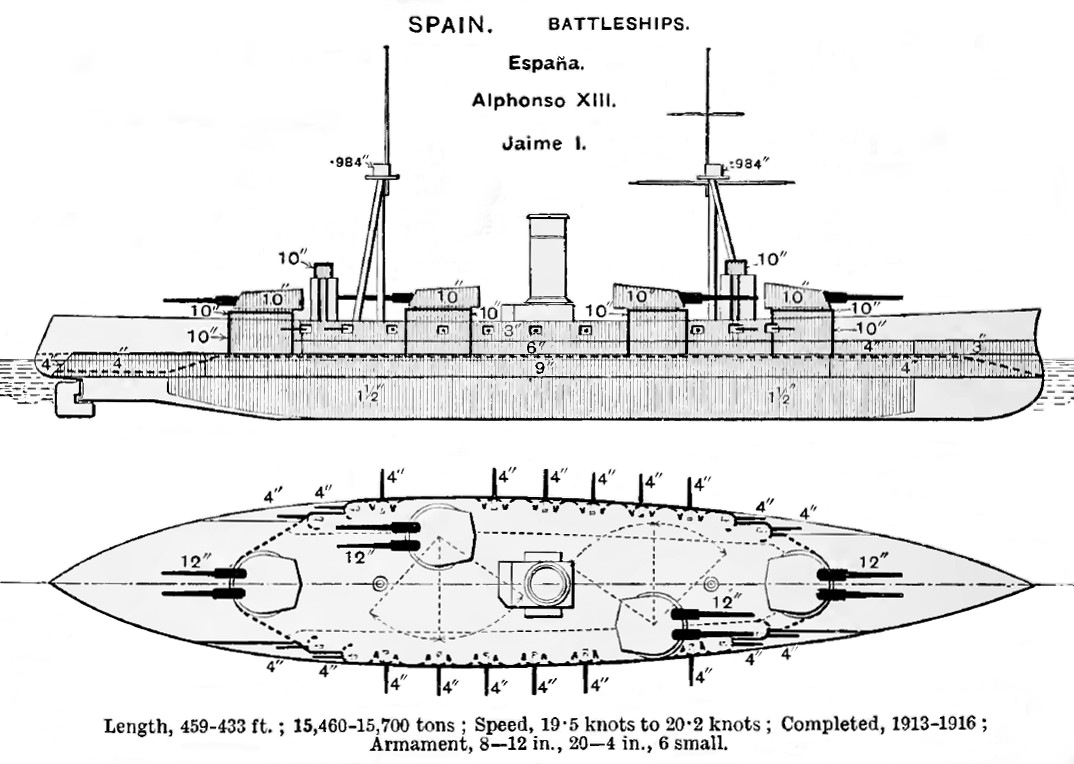
Dessin technique final de la SECN.

Quatre groupes proposèrent des offres :
- L'italien Gio. Ansaldo & C. menait un groupe incluant l'austro-hongrois Škoda et le français Marrel Frères Forges de La Loire et du Midi,
- Les français de Schneider et Cie avec Forges et chantiers de la Méditerranée et Forges et chantiers de la Gironde,
- Les espagnols de la Sociedad Española de Construcción Naval, formés par Vickers, Armstrong Whitworth et John Brown & Company
- Un groupe d'industriels espagnols suivis par Palmers Shipbuilding and Iron Company et William Beardmore and Company.

Seuls les trois premiers furent considérés sérieusement par la Junta Superior de la Armada et le ministère de la marine, le quatrième étant considéré comme trop vague. Ansaldo prépara deux variantes, la première ayant 4 tourelles de 2 canons, une en proue, une en poupe et deux décalées à mi-navire, le deuxième plan prévoyait deux tourelles de 3 canons, à l'avant et à l'arrière avec une tourelle de 2 canons à mi-navire. Les experts en artillerie navale rejetèrent le deuxième plan, les designs de la SECN et de Schneider proposaient le même arrangement que le premier d'Ansaldo.
En octobre 1908, le comité d'artillerie rejeta le plan d'Ansaldo mais ne pouvait pas départager la SECN et Schneider. Le mois suivant, le comité de construction naval évalua à son tour les propositions, plaçant la SECN au premier rang, suivie par Schneider puis Ansaldo. En novembre, le bureau du contrôleur naval présenta ses évaluations et seule l'offre de la SECN remplissait les exigences sans causer de problèmes légaux, administratifs ou de coût. Au vu du contexte stratégique qui prévoyait un usage probable contre les Italiens et Austro-hongrois, le consortium mené par Ansaldo présentait des inconvénients évidents. En février 1909, la marine demanda une version révisée du design de la SECN incluant plusieurs modifications telles qu'un franc-bord rehaussé, une ceinture blindée plus large et haute, et un télémètre pour chaque tourelle. La SECN accepta ces modifications le 20 mars et reçut le contrat le 14 avril.
Les restrictions économiques imposées par l'économie espagnole ont fait que la classe España constitue la plus petite classe de dreadnought jamais construite. Ils étaient déjà obsolètes à leur livraison à cause des retards de production des deux derniers navires et de la rapide avancée des technologies navales, en particulier de l’arrivée des premiers super-dreadnoughts.

## Design

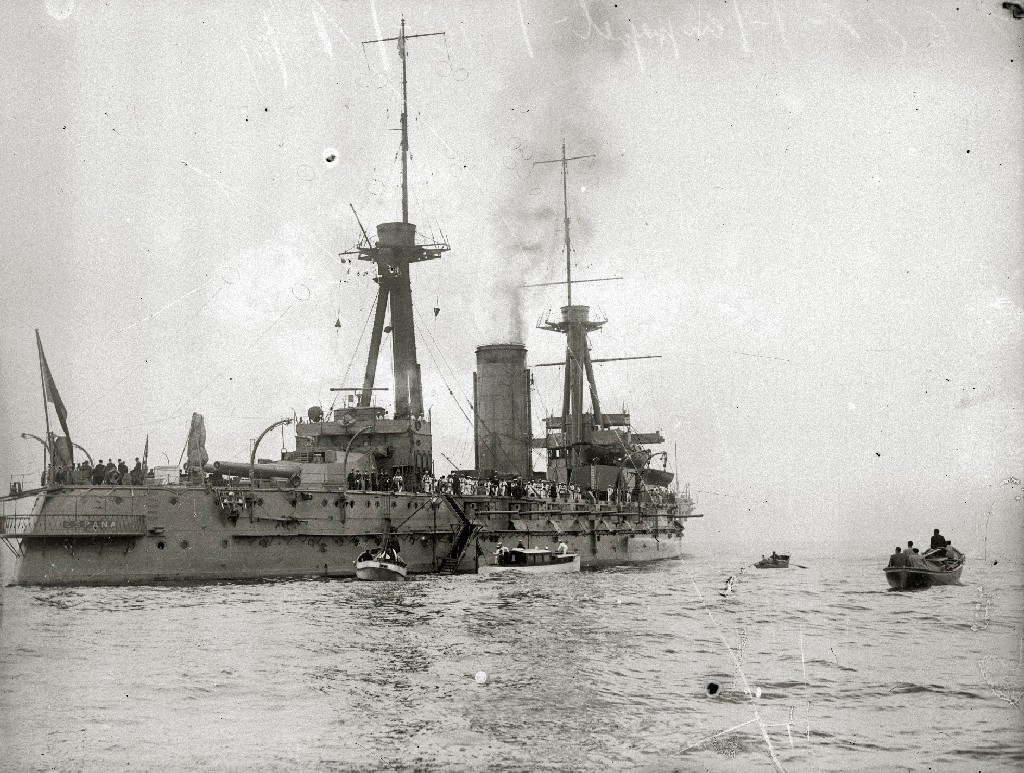
L'España dans la baie de Pasaia, à destination de la guerre du Rif en 1922.

### Caractéristiques générales
Les navires de la classe España avaient une longueur de flottaison de 132,6 m, une longueur hors tout de 140 m, un maître-bau de 24 m et un tirant d'eau de 7,8 m, leur franc-bord de 4,6 m à mi-navire, bien plus bas que pour les navires de la même époque; leur déplacement était de 15 700 t à vide et 16 450 t en ordre de combat. Ils avaient un mât trépied (en) et une petite superstructure. Ils étaient équipés de 6 phares de recherche de 75 cm. De plus, ils étaient raisonnablement stables par comparaison aux designs étrangers mais possédaient un métacentre de seulement 1,56 m à pleine charge ce qui les rendait instables lorsqu'ils étaient endommagés. La direction était contrôlée avec un seul safran semi-compensé. Ils pouvaient faire demi-tour en seulement 321 m à pleine vitesse.
Chaque navire avait un équipage de 854 officiers et marins, en période de paix, cet équipage était limité à 700 hommes pour des raisons d'habitabilité. Les lieux de vie, situés à l'avant du pont supérieur, étaient exigus et peu hygiéniques. Ils étaient séparés en deux zones : une grande cantine entre les barbettes de la tourelle de proue et de la tourelle de tribord et le reste de l'équipage était logé dans les casemates de l'armement secondaire. Les cabines des sous-officiers étaient également situées dans les casemates. La superstructure quant à elle incluait plusieurs cabines pour les officiers,. Les navires étaient initialement peints en noir mais ils furent repeints en gris dans les années 1920. La cheminée de l'Alfonso XIII portait une bande d'identification blanche et le Jaime I en portait deux. Les bandes furent retirées au début de la guerre civile.

### Machinerie
Le système de propulsion des navires était constitué de 4 turbines à vapeur Parsons, la vapeur était apportée par douze chaudières Yarrow à tubes d'eau. Les turbines engageaient des hélices à trois pales de 2,4 m de diamètre. Deux hélices de rechange étaient stockées dans chaque navire. La seule cheminée était placée à mi-navire.
Les moteurs étaient évalués à 15 500 shp et permettaient une vitesse maximale de 19,5 nœuds soit 36,114 km/h. Selon le contrat, les moteurs devaient délivrer 22 000 shp avec une vitesse maximale de 19.9 nœuds soit 36,855 km/h. Lors des essais, les trois navires dépassèrent les 20 nœuds. Chaque navire pouvait stocker jusqu'à 1 900 t de charbon ce qui permettait un rayon de croisière de 5 000 mi à 10 nœuds selon Conway's All the World's Fighting Ships, mais 7 500 mi à 10,8 nœuds selon l'historien Agustín Rodríguez González (es).

### Armement

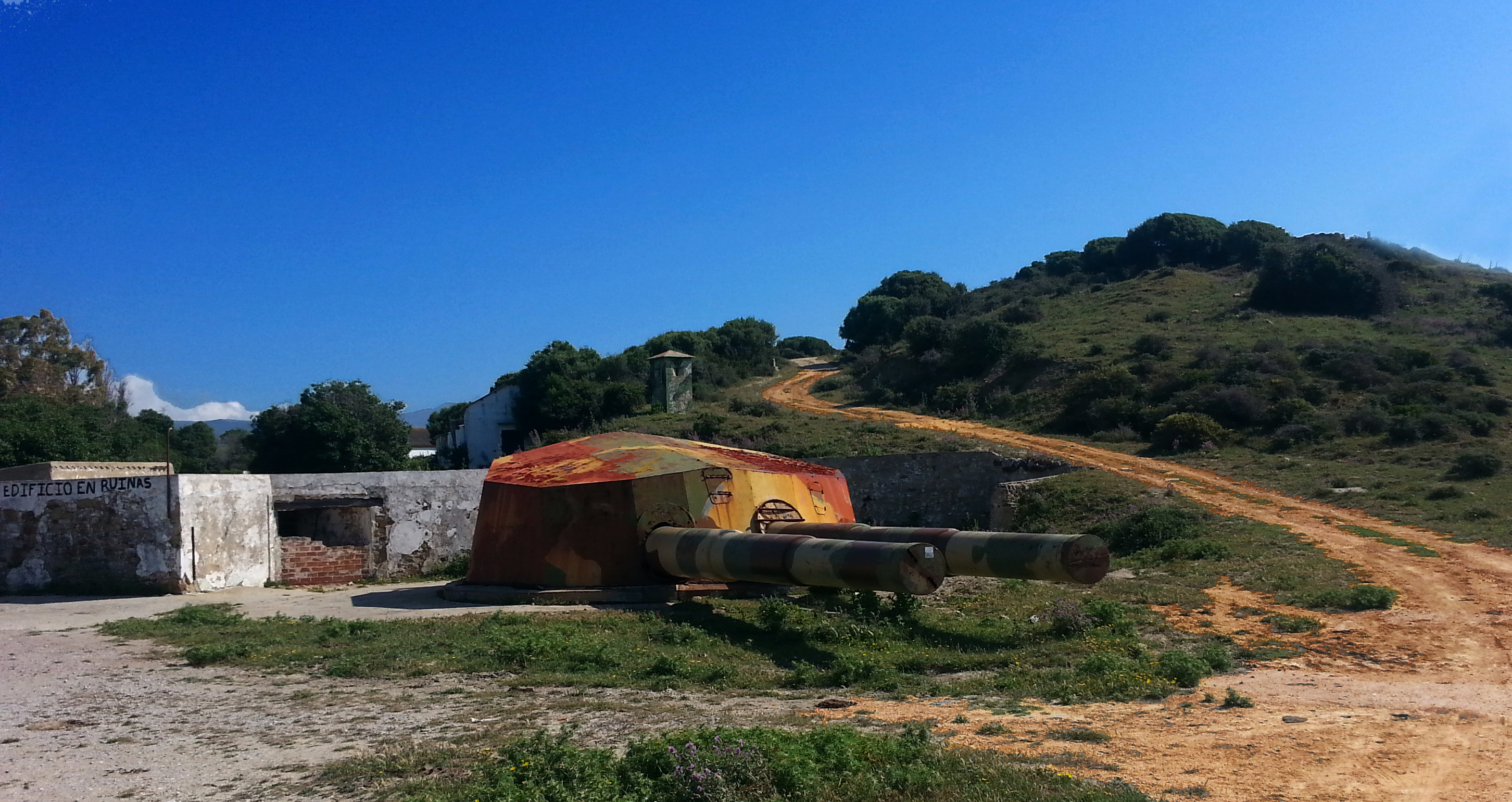
La tourelle de proue du Jaime I en tant qu'artillerie côtière près de Tarifa.

L'armement principal des navires était constitué de huit canons Vickers Mk H. de 12 pouces et 50 calibres. Ces canons étaient arrangés dans quatre tourelles doubles, une tourelle en proue, une en poupe et une de chaque côté. Chacun pesait 65,6 t et tirait des obus de 385 kg à une vitesse initiale de 914 m/s avec une portée de 21,5 km et une cadence d'un coup par minute. Les tourelles étaient à commande hydraulique et pouvaient être chargées à n'importe quel angle d'élévation. Les tourelles étaient placées en échelon plutôt que superposées comme celles des dreadnoughts américains pour réduire le poids et le coût. Toutes les tourelles pouvaient tirer en bordée et trois pouvaient tirer en proue ou en poupe,, en pratique le blast empêche de tirer en travers du pont.
L'armement secondaire était constitué de vingt canons de 4 pouces et 50 calibres montés individuellement en casemate tout au long de la coque. Ils ont été produits par plusieurs arsenaux espagnols et tiraient des obus de 14 kg. Les canons étaient très proches de la ligne de flottaison, ce qui les rendait inutilisables par mer agitée, ils étaient également trop faibles pour être efficaces contre les contre-torpilleurs qui devenaient de plus en plus puissants. Les navires transportaient également quatre 3-pounder (en), deux mitrailleuses et deux canons de débarquement,.

### Blindage
Le blindage des navires de classe España était une version réduite de celui utilisé dans la classe Bellerophon britannique. La réduction du blindage était principalement due à la présence d'un armement très lourd pour un navire d'un si faible déplacement. La ceinture de blindage principale avait une épaisseur de 8 pouces (203 mm) et réduite à 4 pouces (102 mm) de chaque côté de la citadelle centrale; la ceinture supérieure qui protégeait les casemates était épaisse de 6 pouces (152 mm). Chaque tourelle avait des côtés de 8 pouces (203 mm), sur une barbette protégée par des plaques de 10 pouces (254 mm); le château avait aussi des côtés de 10 pouces. Le pont blindé et la cloison anti-torpilles avaient une épaisseur de 1,5 pouce (38 mm). Le blindage le plus lourd était constitué d'acier cimenté Krupp (en) alors que les plaques de 4 pouces ou moins étaient constituées d'acier homogène Krupp (en), les deux ayant été produits en Grande-Bretagne.
Même si les navires étaient faiblement blindés comparés à la plupart des designs étrangers, la protection sous-marine était leur plus grande faiblesse, les cloisons anti-torpilles étaient trop proches de la coque, ce qui réduisait leur capacité à absorber les dégâts. Cette faiblesse eut un rôle dans la perte de l'España et de l'Alfonso XIII.

### Modifications
Seules des modifications limitées furent possibles à cause des contraintes imposées par le faible déplacement et des fonds insuffisants. L'arrangement des tourelles occupait une grande partie de la surface du pont, limitant également les possibilités de modification. La marine considéra plusieurs propositions de modifications des trois navires au début des années 1920 mais le budget de l'armée était totalement consommé par la guerre du Rif. Ces plans proposaient l'installation d'un nouvel équipement de contrôle de tirs avec de meilleurs télémètres, des canons anti-aériens et l'ajout de cloisons anti-torpilles sur la coque pour améliorer la protection sous-marine pour la perte de seulement un nœud, le pont devait aussi être renforcé. En 1926, deux canons de 3 pouces QF 20 cwt furent ajoutés sur des tourelles du Jaime I et de l'Alfonso XIII. Le premier mât des deux navires survivants a été raccourci légèrement dans les années 1930.
Un plan plus ambitieux a été proposé au milieu des années 1930. La hauteur des barbettes de bâbord et tribord devait être augmentée pour améliorer leur portée et faire de la place pour une nouvelle batterie secondaire de canon à double usage de 4,7 pouces (120 mmm) QF Mk F. Les navires auraient porté douze de ces canons, les casemates des anciens canons secondaires auraient été converties en espace supplémentaire pour l'équipage et une nouvelle batterie anti-aérienne de dix canons de 25 mm ou huit de 40 mm aurait été installée, d'autres modifications auraient été faites pour améliorer le système de conduite de tirs, la machinerie et installer des cloisons anti-torpilles, parmi d'autres améliorations, mais le début de la guerre d'Espagne, en juillet 1936, empêcha les travaux d'être commencés.
Après que les Nationalistes aient pris contrôle de l'Alfonso XIII, préalablement renommé España, les canons de 76,2 mm furent retirés pour être utilisés au sol et remplacés par quatre canons allemands de 88 mm et deux canons de 20 mm C/30 (en)
Le Jaime I, qui resta en possession des Républicains fut équipé de deux Vickers de 47 mm et 50 calibres anti-aériens et deux Hotchkiss de 25 mm.

## Construction
Une nouvelle cale sèche de 184 × 35 m et deux cales de construction de 180 × 35 m furent construites à Ferrol pour préparer la construction des trois cuirassés. Toutes les pièces, à l'exception des plaques de blindage, de l'armement principal et des conduites de tir, ont été construites en Espagne. Le contrat prévoyait une durée de production de quatre ans pour le premier navire, cinq ans pour le deuxième et sept pour le dernier. Malgré cette prévision d'un temps de production plus long pour les derniers navires, leur construction, particulièrement celle du troisième, le Jaime I, fut retardée par manque de matériaux livrés par le Royaume-Uni à cause du déclenchement de la Première Guerre mondiale en juillet 1914. L'armement principal du Jaime I, par exemple, ne fut pas livré avant 1919 alors que le reste était complété en mai 1915,.
| Nom          | Constructeur | Mise sur cale   | Lancement         | Complétion       |
| ------------ | ------------ | --------------- | ----------------- | ---------------- |
| España (en)  | SECN, Ferrol | 6 décembre 1909 | 5 février 1912    | 23 octobre 1913  |
| Alfonso XIII | SECN, Ferrol | 23 février 1910 | 7 mai 1913        | 16 août 1915     |
| Jaime I (en) | SECN, Ferrol | 5 février 1912  | 21 septembre 1914 | 20 décembre 1921 |

## Histoire

### Début de carrières

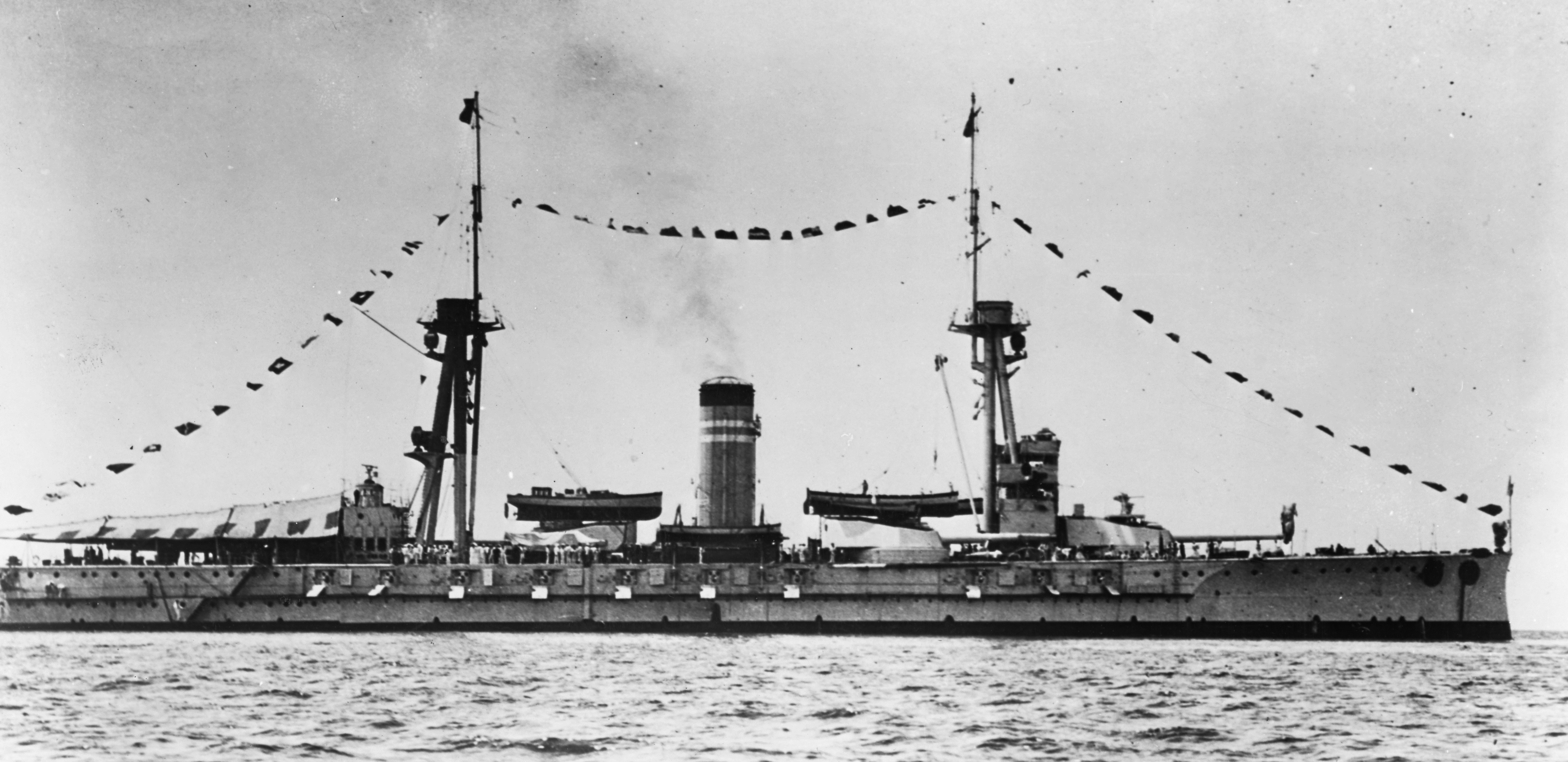
Le Jaime I vers 1933

L'España était le seul navire de cette classe à être construit avant le début de la Première Guerre mondiale en juillet 1914 même s'il n'y participa pas parce que l'Espagne resta neutre dans ce conflit. En août 1914, il participa à la cérémonie d'ouverture du canal de Panama. Le Alfonso XIII le rejoignit en août 1915 dans le 1er escadron de la marine espagnole. Durant la guerre, la flotte conduisit des entraînements dans les eaux territoriales. L'Alfonso XIII a été impliqué dans l’assistance de navires en détresse. Le Jaime I fut terminé fin 1921. Les trois navires de la classe servirent dans l'escadron d'entraînement au tout début des années 1920. L'España et l'Alfonso XIII ont été envoyés dans des missions de longue distance en Amérique du Nord et du Sud en 1920 et 1921 respectivement,,. Durant son voyage, le España fut endommagé en s'échouant sur la côte chilienne et dut être réparé au Panama avant de pouvoir retourner en Espagne,.
Pendant ce temps, les Rifains du protectorat espagnol au Maroc se révoltèrent contre le gouvernement colonial espagnol, démarrant la guerre du Rif mi-1921. Les trois cuirassés de la classe España y participèrent, apportant un support d'artillerie aux troupes au sol engageant les rebelles du Rif. En août 1923, le cuirassé España s'échoua sur le cap des Trois Fourches en bombardant les positions rifaines. Une longue opération de sauvetage du navire échoua et, en novembre 1924, de violentes tempêtes frappèrent l'épave et brisèrent la coque en deux, le rendant irrécupérable. L'Alfonso XIII servit de navire amiral de la flotte espagnole lors du débarquement d'Al Hoceïma en 1925. La rébellion cessa en 1927,.
En 1931, après le renversement du roi Alfonso XIII et la proclamation de la Seconde République espagnole, le cuirassé Alfonso XIII fut renommé España pour effacer les traces de la monarchie. Les deux navires furent aussi placés en réserve pour réduire les coûts durant la Grande Dépression, le Jaime I fut remis en service en 1933 pour servir de navire amiral. Des projets de modernisation au milieu des années 1930 furent interrompus par le début de la guerre civile en juillet 1936. L'España faisait l'objet d'un carénage limité pour le remettre en service en anticipation de la modernisation quand le soulèvement nationaliste de juillet 1936 initia le conflit.

### La guerre civile

L'España (ex-Alfonso XIII) en 1932.

En 1936, au début du soulèvement nationaliste mené par le général Francisco Franco, la majorité de la marine espagnole resta loyale aux Républicains. Lorsque la plupart des officiers de l'España déclarèrent leur soutien à Franco, l'équipage les tua mais après un duel contre des batteries côtières, ils se rendirent, mettant le navire aux mains des Nationalistes. Le Jaime I resta sous contrôle républicain. La flotte républicaine tenta d’empêcher l'armée d'Afrique au Maroc de se rendre en Espagne résultant en une brève altercation entre le Jaime I et la canonnière Dato (es) mais l'intervention allemande sécurisa le passage des Nationalistes,. En août, le Jaime I fut attaqué et légèrement endommagé par deux bombardiers allemands de la légion Condor,.
L'España fut utilisé pour faire des bombardements côtiers et pour faire respecter le blocus des ports républicains du nord de l'Espagne, en particulier ceux de Gijón, de Santander et de  Bilbao, saisissant fréquemment d'autres vaisseaux transportant du matériel aux Républicains. Le Jaime I bombarda des positions nationalistes du Maroc espagnol, et en septembre 1936, il fut envoyé avec deux croiseurs et quatre contre-torpilleurs contester le blocus imposé par l'España. Aucun navire n'engagea le combat et les Républicains se retirèrent en octobre, n'ayant rien obtenu,. De retour près de la côte méditerranéenne espagnole, le Jaime I s'échoua et dut être réparé à Carthagène. Là-bas, en mai 1937, il subit une attaque de cinq bombardiers Savoia-Marchetti SM.79 de l'Aviazione Legionaria italienne; les rapports sont peu clairs, selon Albert Nofi, les dégâts étaient faibles alors que Marco Mattioli pense qu'ils étaient plus sérieux,.
L'España fut perdu le 30 avril 1937 en imposant le blocus au large de Santander lorsqu'il percuta une mine marine déposée par un mouilleur de mines des Nationalistes, il resta à flot suffisamment longtemps pour que le contre-torpilleur Velasco (es) arrive pour récupérer la plupart de l'équipage, dont seuls quatre membres périrent dans l'incident,. Le Jaime I était encore en réparations en juin quand un incendie accidentel causa une explosion qui détruisit le navire. Les Républicains renflouèrent le navire mais sa réparation n'étant pas jugée économiquement viable, ils l'abandonnèrent le 3 juillet 1939.
Nombre des canons du premier España furent récupérés et utilisés dans des fortifications côtières, certains d'entre eux restant en service jusqu'en 1999. Six des canons de 12 pouces du Jaime I furent également récupérés et employés de manière similaire après son démantèlement dans les années 1940, ils restèrent en service jusqu'au milieu des années 1990. Le second España ne fut jamais renfloué et son épave fut retrouvée au début des années 1980. Plusieurs expéditions d'inspection de l'épave furent menées de février à mai 1984.

## Source
1. 1 2  Fernández, Mitiukov, & Crawford, p. 63, 65.
2. ↑  Rodríguez González, p. 268–271.
3. 1 2  Fernández, Mitiukov, & Crawford, p. 66–67.
4. 1 2 3 4  Fitzsimons, p. 856.
5. 1 2 3 4 5 6 7 8 9 10 11 12 13 14 15 16  Sturton, p. 378.
6. ↑  Rodríguez González, p. 272.
7. ↑  Fernández, Mitiukov, & Crawford, p. 67–68.
8. ↑  Fernández, Mitiukov, & Crawford, p. 68–70.
9. ↑  Rodríguez González, p. 273.
10. ↑  Fernández, Mitiukov, & Crawford, p. 72.
11. ↑  Fitzsimons, p. 857.
12. 1 2  Fernández, Mitiukov, & Crawford, p. 95.
13. ↑  Fernández, Mitiukov, & Crawford, p. 77.
14. 1 2  Rodríguez González, p. 276.
15. ↑  Fernández, Mitiukov, & Crawford, p. 102.
16. ↑  Rodríguez González, p. 279.
17. 1 2  Fernández, Mitiukov, & Crawford, p. 104.
18. 1 2  Fernández, Mitiukov, & Crawford, p. 101.
19. 1 2 3  Rodríguez González, p. 275.
20. ↑  Friedman, p. 65.
21. ↑  Fernández, Mitiukov, & Crawford, p. 84.
22. ↑  Friedman, p. 107.
23. ↑  Garzke & Dulin, p. 437.
24. 1 2  Fernández, Mitiukov, & Crawford, p. 96.
25. ↑  Fernández, Mitiukov, & Crawford, p. 76.
26. ↑  Fernández, Mitiukov, & Crawford, p. 104–105.
27. ↑  Rodríguez González, p. 285–286.
28. ↑  Fernández, Mitiukov, & Crawford, p. 91–93.
29. ↑  Fernández, Mitiukov, & Crawford, p. 73.
30. ↑  Hall, p. 504.
31. 1 2  Sturton, p. 376.
32. ↑  Shepherd, p. 28.
33. ↑  Garzke & Dulin, p. 438.
34. ↑  Rodríguez González, p. 283.
35. ↑  Fernández, Mitiukov, & Crawford, p. 105.
36. ↑  Repairs to the Spanish Battleship "Espana", p. 569.
37. ↑  Rodríguez González, p. 284.
38. ↑  Fernández, Mitiukov, & Crawford, p. 106.
39. ↑  Rodríguez González, p. 283–285.
40. ↑  Garzke & Dulin, p. 438–439.
41. ↑  Rodríguez González, p. 286.
42. ↑  Beevor, p. 71–73.
43. ↑  Rodríguez González, p. 287.
44. 1 2  Nofi, p. 32.
45. ↑  Proctor, p. 28.
46. ↑  Fernández, Mitiukov, & Crawford, p. 107–108.
47. ↑  Rodríguez González, p. 287–288.
48. ↑  Mattioli, p. 11.
49. ↑  Rodríguez González, p. 288–289.
50. ↑  Roskill, p. 381.
51. ↑  Gibbons, p. 195.
52. ↑  Fernández, Mitiukov, & Crawford, p. 106, 108–109.